# 庭田長賢
庭田 長賢 （にわた ながかた）は、室町時代中期から後期にかけての公卿。権大納言・庭田重有の子。官位は正二位・贈内大臣。庭田家6代。後柏原天皇の外祖父。号は蒼玉院贈内大臣。
公卿で初めて蔵人頭を経ずに四位参議に昇進した。

## 官歴
注釈のないものは『公卿補任』による
- 応永26年（1419年） 某日：誕生[1]
- 応永年間：従五位下[1]
- 応永30年（1423年） 某日：侍従[1]
- 応永年間：従五位上[1]
- 応永34年（1427年） 3月29日：兼備前介[1]
- 応永35年（1428年） 3月29日：兼駿河介[1]
- 永享2年（1430年） 某日：左近衛少将[1]
- 永享年間：正五位下[1]
- 時期不明：従四位下[1]
- 文安元年（1444年） 3月29日：左近衛中将[1]
- 文安2年（1445年） 3月23日：兼武蔵権介[1]
- 文安6年（1449年） 3月28日：正四位下、参議
- 宝徳2年（1450年） 3月21日：従三位。3月29日：兼安芸権守
- 宝徳3年（1451年） 3月12日：正三位
- 享徳2年（1453年） 3月24日：辞参議。10月8日：権中納言
- 康正元年（1455年） 8月1日：従二位[1]
- 康正2年（1456年） 3月29日：辞権中納言
- 寛正3年（1462年） 8月21日：権大納言。8月28日：出家（法名祐紹[1]）
- 文明5年（1473年） 3月18日：正二位[1]
- 文明19年（1487年） 正月18日：薨去（享年69）、贈内大臣[1]

## 系譜
- 父：庭田重有
- 母：不詳
- 生母不明の子女
  - 男子：庭田雅行（1434 - 1495）[2]
  - 女子：庭田朝子（1437 - 1492） - 後土御門天皇典侍、贈皇太后、後柏原天皇・尊伝入道親王生母